# Juma Mkambi
Juma Mkambi (Tanganyika; 1955 – Dar es Salaam, Tanzania; 21 de noviembre de 2010) fue un futbolista de Tanzania que jugó en la posición de centrocampista.

## Carrera

### Club
| Periodo   | Club              |
| --------- | ----------------- |
| 1976-1977 | Nyota Africa      |
| 1977-1985 | Young Africans SC |
| 1986-1988 | Pan African FC    |
| 1988-1989 | Super Star FC     |
| 1990      | Young Africans SC |

### Selección nacional
Jugó para Tanzania en 17 ocasiones de 1976 a 1987 y anotó dos goles; participó en la Copa Africana de Naciones 1980.

## Logros
- Liga tanzana de fútbol (2): 1981, 1983